# 马金鹏
马金鹏（1913年6月2日—2001年10月24日），字志程，经名伊斯梅尔，是北京大学阿拉伯语授教，伊斯兰教学者和古兰经的翻译。

## 生平
1913年6月2日生于山东济南市，自幼入清真寺学经。后入济南公立第五小学。1931年毕业于成达师范学校。
1932至1936年，就读并毕业于埃及艾资哈尔大学文学院。1937至1949年在国立成达师范学校任教阿拉伯文；
1950至1953年6月，担任上海福佑路清真寺教长；